# Llanfihangel Rhos-y-corn
Llanfihangel Rhos-y-Corn è un centro abitato del Galles, situato nella contea del Carmarthenshire.